# 1915 no Brasil
Esta é uma cronologia dos fatos acontecimentos de ano 1915 no Brasil.

## Incumbentes
- Presidente do Brasil - Venceslau Brás (15 de novembro de 1914 - 15 de novembro de 1918)

## Eventos
- 8 de janeiro: Os aeroplanos militares são usados pela primeira vez na Guerra do Contestado.
- 15 de maio: A Argentina, o Brasil e o Chile assinam o Pacto do ABC para formar a cooperação exterior a não agressão e arbitragem.

## Nascimentos
- 5 de janeiro: Humberto Teixeira, músico e compositor (m. 1979).
- 15 de janeiro: Maria Lenk, nadadora (m. 2007).
- 30 de março: Dom Alberto Gaudêncio Ramos, bispo católico (m. 1991).
- 25 de abril: Sérgia Ribeiro da Silva, a Dada, cangaceira (m. 1994).